# مارغريت ويلسون
مارغريت ويلسون (بالإنجليزية: Margaret Wilson) ولدت في ( 16 أبريل 1886م - وتوفيت في 12 فبراير 1944م )، ابنة رئيس الولايات المتحدة الثامن والعشرين وودرو ويلسون، والسيدة أولى للولايات المتحدة الأمريكية من 1914 وحتى الزواج الثاني لوالدها في 1915.